# Carolina-Nachtschatten
Der Carolina-Nachtschatten (Solanum carolinense), auch Pferdenessel genannt, ist eine ursprünglich im Südosten der USA heimische Pflanzenart aus der Familie der Nachtschattengewächse (Solanaceae). In vielen Ländern der Tropen bis in gemäßigte Gebiete wurde sie eingeschleppt und gilt als invasive Pflanze.

## Merkmale
Der Carolina-Nachtschatten ist eine ausdauernde, krautige Pflanze. Sie ist nur am Grund schwach verzweigt. Abhängig vom Wuchsort erreicht sie Wuchshöhen zwischen 20 und 120 Zentimeter. Die aufrechten Stängel sind ebenso wie die Blätter, mit harten, gelben Stacheln besetzt. Die Blätter sind wechselständig, vier bis 14 Zentimeter lang und gelappt. Stängel und Blätter tragen an der Oberfläche vier- bis achtarmige Sternhaare.
Das Wurzelsystem ist charakteristisch ausgedehnt. Es besteht aus einer Pfahlwurzel, die bis 240 Zentimeter tief reichen kann, und horizontal wachsenden Wurzeln, die mehrere Meter lang werden und bis 45 Zentimeter tief im Boden liegen. Die Pflanzen können sich sehr gut aus Wurzelknospen regenerieren, die an den Horizontalwurzeln sitzen. Aus abgetrennten, einzelnen Wurzelstücken können binnen weniger Wochen neue Pflanzen heranwachsen.
Die Blütenstände entspringen seitlich und sind, wie bei den Nachtschattengewächsen häufig, teilweise mit der Sprossachse verwachsen (Konkauleszenz). Die radiärsymmetrischen Blüten tragen fünf verwachsene, hellblaue, seltener weiße Kronblätter. Die fünf Staubblätter neigen sich zu einem Kegel zusammen. Sie besitzen lange, gelbe Staubbeutel und geben den Pollen an der Staubbeutelspitze durch Poren frei.

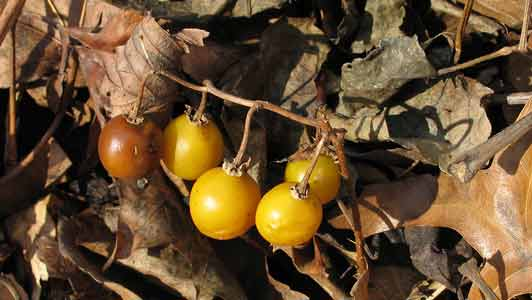
Reife Früchte

Die Früchte sind gelbe bis gelb-orange Beeren, die rundlich und acht bis 20 Millimeter groß sind. An Inhaltsstoffen beinhalten sie große Mengen an α-Solasonin und α-Solamargin, weiters Solanin-Alkaloide und Saponine. Der hohe Alkaloidgehalt wirkt pilzhemmend und verhindert einen Abbau der Früchte, die dadurch lange als Diasporen verfügbar bleiben. Die Früchte beinhalten 40 bis 170 (selten nur bis 13) Samen. Die durchschnittliche Samenzahl pro Beere liegt bei 86.
Die Keimrate der Samen ist hoch. Sie bleiben drei Jahre lang keimfähig und können auch in 10 Zentimeter Tiefe noch keimen. Zur Keimung benötigen die Samen Tagestemperaturschwankungen zwischen 20 und 30 °C. Die Sämlinge bilden zunächst ein ausgedehntes Wurzelsystem.
Die Chromosomenzahl beträgt 2n = 24.

## Ausbreitung

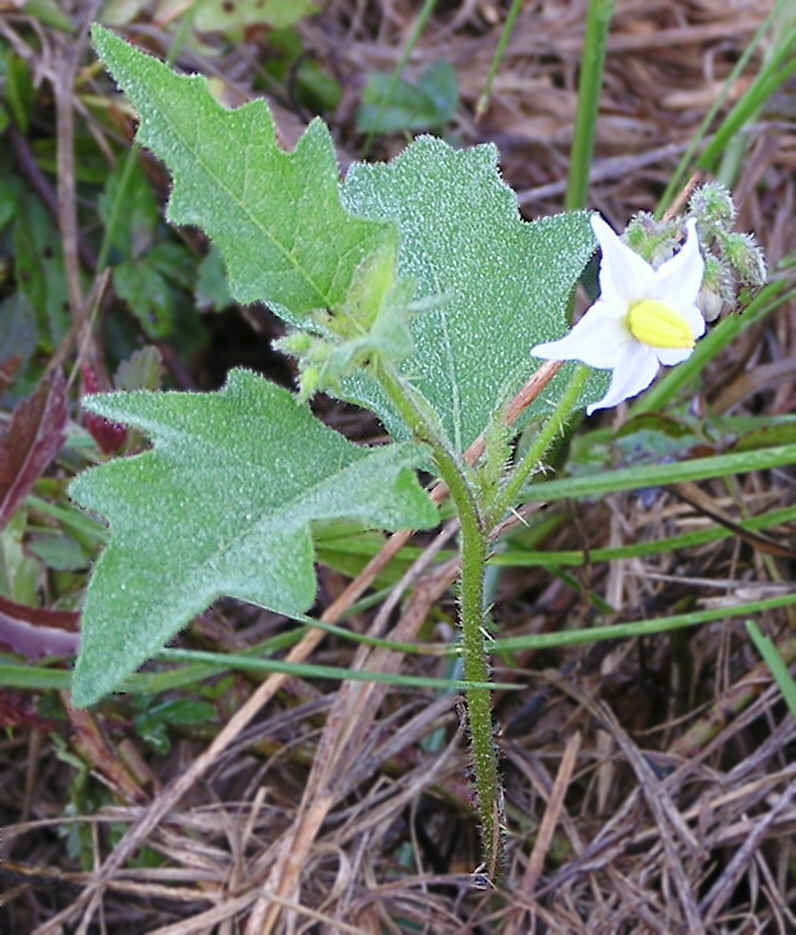
Jungpflanze

Die Ausbreitung der Art erfolgt vegetativ durch Wurzelsprosse und generativ durch Samen. Mit ihren meterlangen Wurzeln, aus denen neue Sprosse entstehen, kann eine Einzelpflanze große Flächen besiedeln. Bereits Wurzelstücke von zwei Zentimeter Länge und 3,5 Millimeter Durchmesser zeigten eine Regenerationsrate von 100 %. 10 cm lange Wurzelstücke können Pflanzen bilden, wenn sie 60 cm tief im Boden sind. Die Verschleppung durch landwirtschaftliche Maschinen, die die Wurzeln zerteilen und mitschleppen, ist in landwirtschaftlich genutzten Gebieten der wichtigste Ausbreitungsmechanismus der Art. Daneben wird sie auch über verunreinigtes Saatgut ausgebreitet.
Die Früchte werden durch Tiere verzehrt und so die Samen ausgebreitet (Endozoochorie). Als wichtigste Konsumenten gelten Vögel, daneben auch Kleinsäuger. Von Weidetieren werden die Pflanzen aufgrund der Stacheln gemieden.

## Verbreitung
Das ursprüngliche Verbreitungsgebiet der Art sind die US-Bundesstaaten am Golf von Mexiko. In Nord-Mexiko (Sonora, Tamaulipas und Nuevo León), in 31 Bundesstaaten der USA und im Süden Kanadas gilt sie inzwischen als eingebürgert. Die Ausbreitungstendenz der Art ist hoch. Über Nordamerika hinaus wurde sie in folgende Staaten eingeschleppt: Bangladesch, Indien, Nepal, Japan, Australien, Neuseeland, Haiti, Brasilien, Georgien und Türkei. In Europa ist sie aus Kroatien, Frankreich, Deutschland, Niederlande, England, Norwegen und Österreich bekannt. In der Schweiz wurde sie aufgrund ihres Ausbreitungspotenzials und der Schäden in den Bereichen Biodiversität, Gesundheit bzw. Ökonomie in die Schwarze Liste der invasiven Neophyten aufgenommen.
Die natürlichen Standorte sind die sommergrünen Laubwälder. Als invasive Pflanze wächst sie in Äckern, Gärten, Wiesen, Brachen und entlang von Straßenrändern. In den USA wird sie als eine der 10 problematischsten Unkräuter eingestuft. Sie wächst bevorzugt in Äckern bzw. Pflanzungen von Erdnuss, Tee (Camellia sinensis), Tomate, Kartoffel, Mais, Sojabohne, Gartenbohne (Phaseolus vulgaris), Garten-Erdbeere (Fragaria ananassa), Luzerne (Medicago sativa), sowie verschiedenen Süßgräsern: Cynodon dactylon, Gewöhnliches Knäuelgras (Dactylis glomerata), Rohr-Glanzgras (Phalaris arundinacea), Wiesen-Rispengras (Poa pratensis).

## Systematik
Der Carolina-Nachtschatten gehört zur Untergattung Leptostemonum der Gattung Nachtschatten (Solanum). Seine nächsten Verwandten sind die beiden südamerikanischen Arten Solanum conditum und Solanum comptum.

## Nutzung
Aufgrund des hohen Alkaloidgehaltes wird der Carolina-Nachtschatten in der Naturheilkunde für eine ganze Reihe von Indikationen verwendet: Asthma, Bronchitis, Krämpfe, Epilepsie und Tetanus. Auch eine Verwendung als Beruhigungsmittel, Schmerzmittel, Aphrodisiakum, Anthelmintikum und als Insektizid ist bekannt.